# 若衆

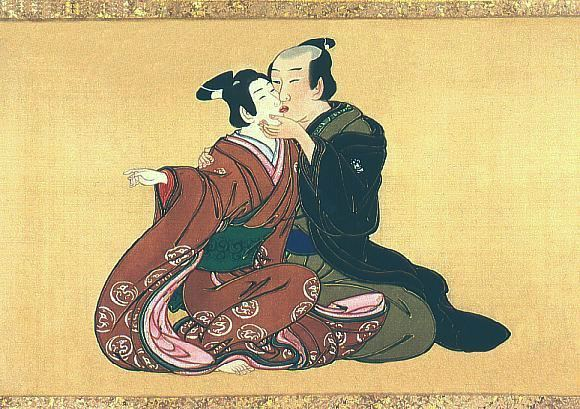
女形の陰間が男性と接吻する様を描いた宮川一笑による掛物絵

若衆（わかしゅ、わかしゅう）とは衆道において性行為での受け手の役割をする側の少年である。この受動的性行為を務める時期を『心友記』（衆道物語）においては「衆道といふは、少人十二歳より二十歳まで九年の間也」としている。その中で16歳（二八）が最も盛りの年齢とされ『よだれかけ』(楳条軒作)巻五には「十六歳を若衆の春といふなり」という記述がみとめられる。『男色二倫書』においては若衆の年齢を以下の3つに区分してそれぞれの心得を教えている。
主童道（しゅどう）：12 - 14歳
幼い年頃らしく利口ぶらずにふるまうのがよい。
殊道：15 - 18歳
最も花のある時期であり、多感な年頃なのでただ清い嗜みでいるべき。
終道：19 - 20歳
互いに「道」を助け、万事誤りの無きように殊勝な心の上に男の義理を添えて嗜むべき 。よって「主道」ともいう。
上記の時期が終っても念者と若衆の関係が終るとは限らず、『好色一代男』の記述では7歳から25歳を若衆の時期とし、衆道を好むものは30歳の者までも用いたという。